# Пропилея
Пропилея (лат. Propylea) — род божьих коровок из подсемейства Coccinellinae.

## Описание
Последний сегмент усиков на вершине скошен и закруглён. Переднегрудь с хорошо заметными килями.

## Систематика
В составе рода:
- Propylea dissecta (Mulsant, 1850)
- Propylea japonica (Thunberg, 1780)
- Propylea luteopustulata (Mulsant, 1850)
- Propylea quatuordecimpunctata (Linnaeus, 1758) — Коровка четырнадцатиточечная